# Soanyes
Soanyes ([su'aɲəs], en francès i oficialment Souanyas) és una comuna de la comarca del Conflent, a la Catalunya del Nord.
El terme comunal comprèn el poble de Marians, antiga comuna independent i el Molí del Pont Nou. Soanyes és la desena entitat municipal amb menys població dels Països Catalans i la vuitena del Conflent i de la Catalunya del Nord.

## Etimologia
Joan Coromines postula en el seu Onomasticom Cataloniae dues possibles interpretacions del topònim Soanyes. D'una banda, es podria tractar d'un topònim del tot basc, a partir de l'arrel angia (la devesa), amb la presència de su (foc) prefixat. De l'altra, el mateix Coromines proposa una segona interpretació com a més probable: l'arrel basca angia seria la mateixa, però ell es decanta per una producció més tardana, a través d'un híbrid entre romà i basc: al mot que indica devesa, s'hauria preposat el llatí sŭb (sota); per tant, sota la devesa. En efecte, el poble de Soanyes és sota una devesa que ocupa una bona part del terme de Nyer i una part del de Soanyes.

## Geografia

### Localització i característiques generals del terme

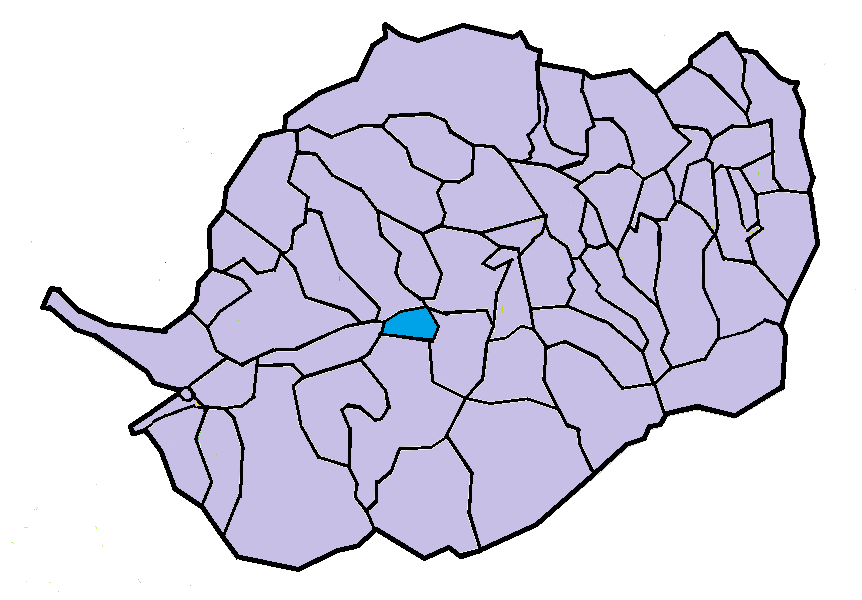
Situació de la comuna de Soanyes en el Conflent

El terme comunal de Soanyes, de 48.100 hectàrees d'extensió, és situat a la dreta de la Tet, tot i que només arriba a tocar el riu en un tram a l'oest i nord-oest del terme on no tan sols toca el riu, sinó que el travessa: una estreta franja de la riba esquerra de la Tet pertany a Soanyes, al nord del Molí del Pont Nou. És al sud-oest del centre de la comarca.
El terme de Soanyes no és, de fet, un terme muntanyós, en el sentit que d'altres termes s'organitzen a l'entorn d'una vall, més o menys profunda, emmarcada per muntanyes amb molta diferència d'altitud respecte del fons de la vall: el de Soanyes és un terme que es troba en el pendís d'una muntanya que davalla cap a la Tet, amb els dos pobles del terme situats en una zona plana al mig del coster que davalla de la Serra, anomenada així, sense complement del nom, que marca quasi tot el límit meridional del terme de Soanyes. Aquest límit és quasi sempre una carena que separa els termes de Soanyes i de Nyer. El punt més enlairat del límit sud del terme de Soanyes, en el vessant nord de la Serra, és a 1.107,3 m alt. El punt més baix es troba a la llera de la Tet, a 598,9 m alt, just a migdia del poble d'Oleta. Soanyes és a 840 m alt, i Marians, a 830. Separa els dos pobles la carena d'un contrafort nord-oest de la Serra.
A part d'aquest vessant de la Serra on es troba la major part del terme, en el sector oriental el terme de Soanyes ocupa el vessant occidental de la vall del Còrrec de Sant Cugat (popularment, de Sant Culgat), a l'esquerra del còrrec.
Termes municipals limítrofs:
|            | Oleta i Èvol | Serdinyà |
| Canavelles |              | Escaró   |
|            | Nyer         |          |

### Soanyes

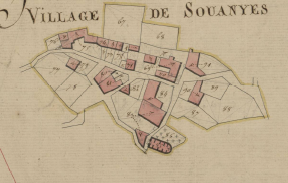
Soanyes en el Cadastre napoleònic del 1812 (Arxius Departamentals dels Pirineus Orientals, ADPO)

El poble de Soanyes es troba en un replà muntanyenc davant i al sud-est d'Oleta, en un coster organitzat a l'entorn de l'església parroquial de Santa Eugènia de Soanyes, temple romànic tardà, del segle xiii, en part refet al XVI. Al costat de l'església hi ha el Cementiri Vell de Soanyes. El nou, compartit amb Marians, és aproximadament a la meitat de la distància entre els dos pobles, al costat de la carretera que els uneix, lleugerament per damunt seu.

### Marians

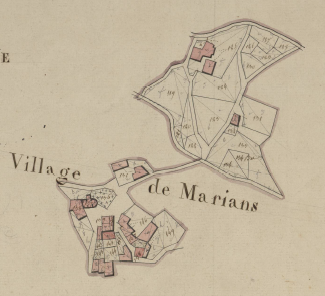
Marians en el Cadastre napoleònic del 1812 (ADPO)

A ponent del terme, també en un replà del coster de la muntanya, es troba Marians, també agrupat al voltant de l'església, antigament parroquial, de Sant Fruitós de Marians, també d'origen romànic. Al costat seu hi ha el Cementiri Vell del poble.

### El Molí del Pont Nou
Situat a l'extrem oest del terme de Soanyes, al límit amb el de Canavelles, el Molí del Pont Nou era un molí fariner ran de la Tet que històricament havia tingut molt importància en la vida quotidiana sobretot de Canavelles i de Marians. Una part dels edificis del molí són en un terme, i l'altra, en el veí: el molí, pròpiament dit, és a Canavelles. Aquest molí està documentat des de l'any 1267.

### Sant Cugat
Popularment Sant Culgat, el lloc deu al nom a l'antiga capella de Sant Culgat, actualment desapareguda, dedicada a aquest sant. Es tracta de la meitat occidental de la vall del Còrrec de Sant Culgat, atès que l'oriental pertany al terme veí d'Escaró. Hi havia hagut un jaciment de ferro a la Coma de Sant Culgat, explotat pels senyors de Nyer.

### Els masos del terme
En el terme de Soanyes i Marians a penes hi ha construccions rurals, aïllades respecte dels dos nuclis de població. Tan sols s'hi pot comptar el Refugi Forestal, situat a l'extrem oriental del terme, a la vall del Còrrec de Sant Culgat. A part, hi havia hagut el Cortal del Torrent, que també era situat a la vall del còrrec acabat d'esmentar.

### Hidrònims

#### Cursos d'aigua
El principal curs d'aigua del terme és la Tet, que travessa l'extrem nord-oest del terme. Tota la resta dels existents és, directament o indirecta, subsidiària de la Tet. En el breu tram de terme en què travessa, la Tet rep per l'esquerra de primer la Ribera de Mentet, al límit amb Nyer, i després, procedents dels termes de Canavelles i d'Oleta, els còrrecs de l'Oliu, dels Plandors i de la Garriga. Per la dreta de la Tet, en territori de Marians hi aflueixen els còrrecs de Lassades i de Marians, que recull els de la Llosa, de les Ormes, de la Coma Salze i de Cogulls. Més al nord-est, encara dins del que fou terme de Marians, hi arriba el Còrrec de Gages. Ja dins de l'antic terme de Soanyes, en el tram on la Tet, després de girar, discorre d'oest a est, hi aflueixen el Còrrec del Camp del Sastre, amb el de la Font, el de la Vall, que hi aporta també els de la Iglésia, de l'Artiga, de les Esquerres, dels Pins i de Fontanilles. Més a llevant, encara dins del terme de Soanyes i Marians, hi ha el Còrrec de Claranes. En el tram en el qual la Tet ja no té el seu curs en aquest terme, ja que discorre del tot pel d'Oleta i Èvol, travessen el terme de Soanyes i Marians el Còrrec de la Creu i, ja a l'extrem de llevant del terme, el de Sant Culgat, que fa de límit amb Escaró. Aquest darrer còrrec duu també les aigües dels còrrecs de Fontnera, amb el dels Baus i de Burguera, del Còrrec que s'anomena així, sense complement, el Còrrec dels Plans (en part reblert d'antics dipòsits de rebuig de les mines), el dels Cortals, el d'Aigües Fonts (com els anteriors, en part cobert per material de rebuig miner), el de la Canaleta (igualment en part tapat per les dejeccions de les mines), el del Camp de Llangorines, o dels Cóms (també en part tapat per les runes mineres) i el la Costa de Raulet, que té com a subsidiaris els del Forn de la Calç i dels Meners. Aquest darrer còrrec rep el nom de Còrrec dels Racons a Escaró, d'on procedeix.

#### Canals d'irrigació
Pel terme de Soanyes i Marians discorren el Rec de Joncet, o del Bac de Joncet i el Rec de la Bastida.

### Orònims
Els topònims que reflecteixen formes de relleu o indrets específics del terme de Soanyes i Marians són obagues, com el Bac de Catlloris; balços, com els Baus, o Bauç; clots, com el Clot de Ripoll; costes, com la Costa; planes, com la Plana i els Plans, i ribes, com la Riba de Pla de Ganta i les Ribes.

### El terme comunal
Les partides i indrets específics del terme de Soanyes i Marians són les Alzinetes, l'Artiga, la Belosa, la Burguera, el Camp de la Casa, el Camp de la Mar, el Camp de la Tallada, el Camp del Pardal, el Camp d'Escaró, el Camp de les Vinyes, el Camp del Fonoll, el Camp del Sastre, el Camp dels Bocs, el Camp del Teixidor, el Camp del Terrer, el Camp Entre Comalls, el Camp de Sant Joan, abans en plural: Camps de Sant Joan, el Camp Gros, els Camps de Ribera, els Castanyers del Gall, Catlles, Claranes, Cogulls, el Colomer, els Cortalons, els Cortals, el Cotiu de l'Artiga, els Cotius, la Creu, els Fangassos, les Feixes de la Camisa, les Feixes del Pericó, Fontnera, els Forcats, el Forniol, Gages, la Gallineta, la Garriga del Torrent, Lassades, la Llosa, Monegal, el Pas d'Escales, la Petja de Rotllan, les Perxes, la Romaguera, les Saleres de la Creu, les Saleres dels Pins, Sant Culgat, els Terrers, Torrell, la Vernosa, les Vistes, abans, la Vista, les Vistes de Baix i les Vistes de Dalt. Alguns són senyals termenals, com el Piló de la Serra de Dalt, la Roca d'en Vidal, el Roc de la Costa de la Coma, el Roc de la Serra d'en Vidal, el Roc del Camp d'Escaró, el Roc del Camp d'Hulló, el Roc del Cim dels Cotius, el Roc del Cortal, el Roc de les Cabanes de Nicolau, el Roc de l'Oliu, el Roc del Serrat dels Marxants, el Roc del Serrat de Saborell, el Roc del Tribanell, el Roc Roig, els Tres Rocs, el Vern i la Vinya del Bosc.

## Transports i comunicacions

### Carreteres
Una sola carretera, això sí, amb dues variants, travessa el terme de Soanyes i Marians: la D - 57 (N - 116, a Oleta - Nyer), que uneix Oleta amb Nyer per la vall de la Ribera de Mentet. D'aquesta carretera arrenca la variant de la D - 57a (D - 57, a Soanyes i Marians - Soanyes), i d'aquesta arrenca la D - 57b (D - 57a, a Soanyes i Marians - Marians).

### Ferrocarril
Tot i que el Tren groc no té cap estació en el seu recorregut pel terme de Soanyes, Soanyes i Marians solen fer servir l'Estació d'Oleta-Canavelles. De fet, el recorregut d'aquest tren dins de la comuna de Soanyes és en dos trams ben diferenciats, El primer, de només 235 metres, és a l'est d'Oleta, entre la Bastida d'Oleta i Oleta, i el segon, 1.600 metres més cap a ponent, quan el tren torna a passar damunt de la Tet en un pont de 22 metres de llarg. És un tram de 1.224 metres, en el qual el tren discorre per llocs feréstecs a la dreta de la Tet, però sense cap estació, viaducte ni túnel. Al cap d'aquests 1.224 metres, el tren entra en el terme de Nyer.

### Transport públic col·lectiu
Ni Soanyes ni Marians no tenen cap servei de transport públic habitual. Com altres pobles petits, disposen del TAD (Transport a la demanda).

### Els camins del terme
Els camins del terme de Soanyes i Marians són alhora camins de comunicació amb els pobles i termes veïns: Camí de la Bastida, o de Serdinyà, el del Molí de la Torre, des de Cabrils, el del Pont Nou, o del Molí de la Torre, des de Marians, el del Molí del Pont Nou des d'Escaró, el de Nyer, el d'Oleta des de Marians, el d'Oleta des de Soanyes i la Ruta de Nyer.

## Activitats econòmiques
Soanyes havia participat del complex miner d'Escaró: en el seu terme es troben les mines del Pla de Ganta, ran mateix del sector homònim del terme d'Escaró on hi havia la mina a cel obert d'on s'extreia la fluorita. També s'havia extret ferro, com a les altres mines d'Escaró. La decadència econòmica derivada del tancament de les mines també afectà de forma important Soanyes.
Una altra activitat important havia estat l'explotació dels boscs, atès que n'hi ha d'extensos a la zona sud del terme, i encara queden avui dia un centenar d'hectàrees dedicades a l'agricultura, repartides en una quinzena d'explotacions. S'hi cull sobretot fruita (albercoquers, sobretot), vinya, una mica d'hortalisses o de cereals, i, amb més extensió, farratges i pastures. Hi ha una cabana ramadera important, d'un centenar de caps de boví, un altre centenar d'ovins, i una petita quantitat d'equins.

## Història
El lloc de Soanyes, documentat des del 874 (villa Sovanias), depengué des del segle ix i al llarg de tota l'edat mitjana i l'edat moderna del monestir de Sant Miquel de Cuixà. D'altra banda, Marians depenia igualment de Cuixà, però havia tingut sempre una administració pròpia que, tanmateix, restava lligada a Soanyes per contractes relacionats amb les pastures del bestiar.

## Demografia

### Demografia antiga
La població està expressada en nombre de focs (f) o d'habitants (h)
| 20 f | 9 f | 6 f | 5 f | 12 f | 8 f | 10 f | 58 h | 19 f | 12 f |

(Fonts: Pélissier, 1986.)

### Demografia contemporània
| Evolució de la població |      |      |      |      |      |      |      |      |
| 1793                    | 1800 | 1806 | 1821 | 1831 | 1836 | 1841 | 1846 | 1851 |
| 70                      | 57   | 65   | 80   | 139  | 148  | 139  | 133  | 132  |

| 1856 | 1861 | 1866 | 1872 | 1876 | 1881 | 1886 | 1891 | 1896 |
| ---- | ---- | ---- | ---- | ---- | ---- | ---- | ---- | ---- |
| 124  | 126  | 104  | 119  | 107  | 139  | 141  | 140  | 130  |

| 1901 | 1906 | 1911 | 1921 | 1926 | 1931 | 1936 | 1946 | 1954 |
| ---- | ---- | ---- | ---- | ---- | ---- | ---- | ---- | ---- |
| 128  | 140  | 133  | 114  | 116  | 113  | 102  | 90   | 92   |

| 1962 | 1968 | 1975 | 1982 | 1990 | 1999 | 2006 | 2007 | 2012 |
| ---- | ---- | ---- | ---- | ---- | ---- | ---- | ---- | ---- |
| 74   | 63   | 47   | 41   | 45   | 27   | 35   | 36   | 44   |

| 2015 |
| ---- |
| 43   |

Fonts: Ldh/EHESS/Cassini fins al 1999, després INSEE a partir deL 2004

### Evolució de la població

Població 1962-2008

## Administració i política

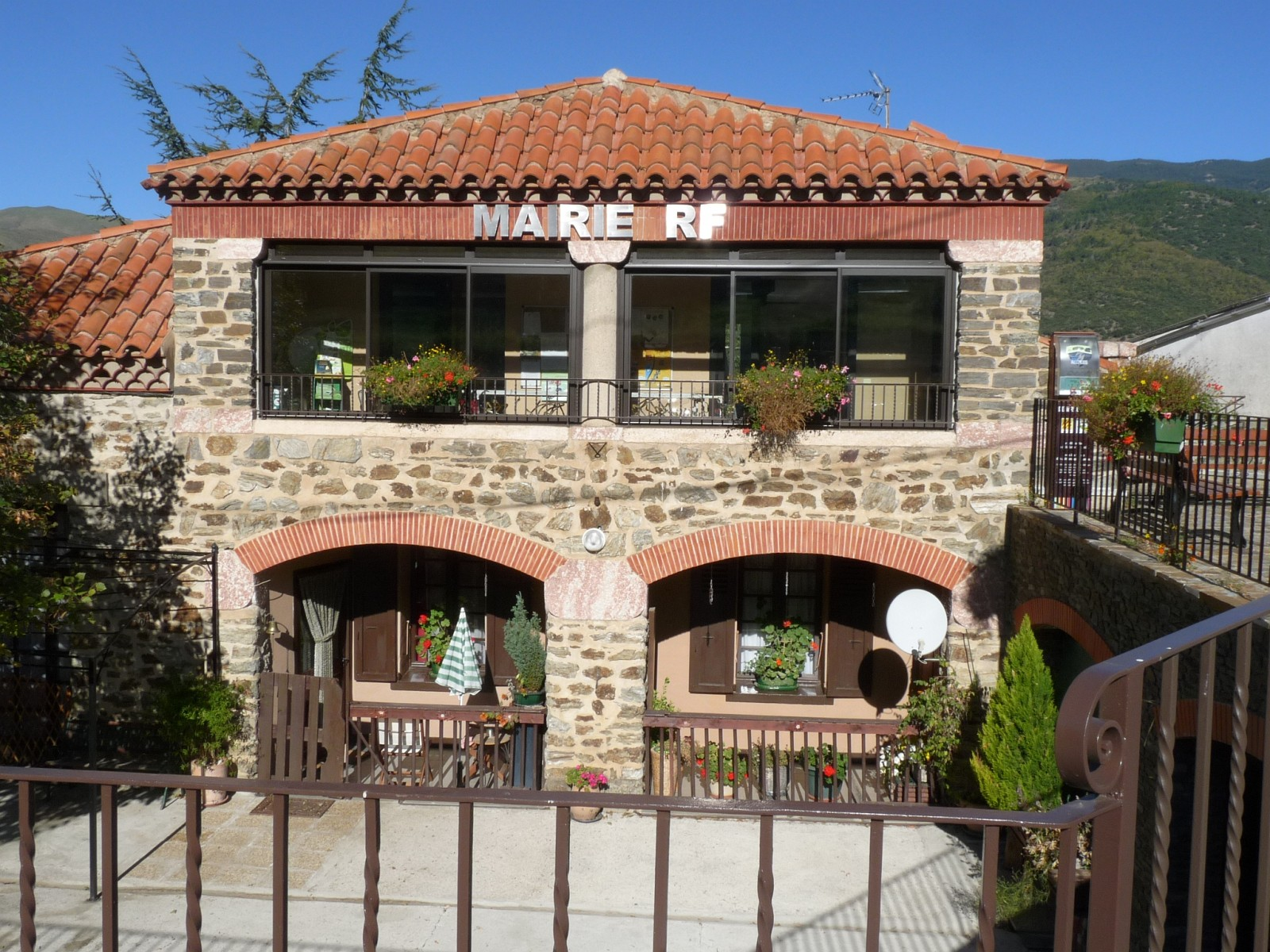
La Casa del Comú de Soanyes

### Batlles
| Alcalde     | Període                       |
| ----------- | ----------------------------- |
| Jean Pubill | -                             |
| Guy Bobé    | Març del 2001 - Moment actual |

### Legislatura 2014 - 2020

#### Batlle
- Guy Bobé.

#### Adjunts al batlle[10]
- 1a:
- 2n: .

#### Consellers municipals
- Anne-Marie Broc
- Henri Calmet
- Daniel Fabregat
- Robert Guinot
- Alain Tixador
- Andrée Vidal.

#### Adscripció cantonal

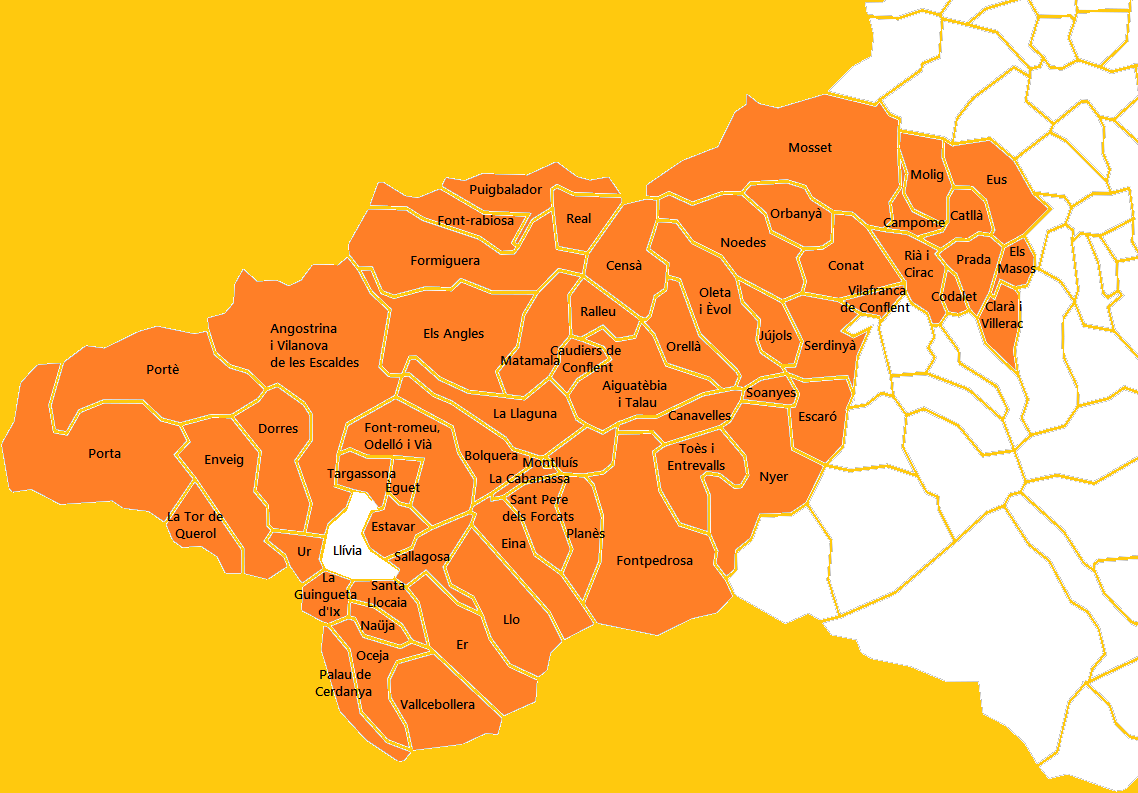
Mapa del Cantó dels Pirineus Catalans

A les eleccions cantonals del 2015 Soanyes ha estat inclòs en el cantó número 13, dels Pirineus Catalans, que inclou els pobles d'Angostrina i Vilanova de les Escaldes, Bolquera, Dorres, Èguet, Eina, Enveig, Er, Estavar, Font-romeu, Odelló i Vià, la Guingueta d'Ix, Llo, Naüja, Oceja, Palau de Cerdanya, Porta, Portè, Sallagosa, Santa Llocaia, Targasona, la Tor de Querol, Ur i Vallcebollera, de la comarca de l'Alta Cerdanya, els Angles, Font-rabiosa, Formiguera, Matamala, Puigbalador i Ral, de la del Capcir, i les viles de Montlluís, Prada i Vilafranca de Conflent i els pobles d'Aiguatèbia i Talau, la Cabanassa, Campome, Canavelles, Catllà, Caudiers de Conflent, Censà, Clarà i Villerac, Codalet, Conat, Escaró, Eus, Fontpedrosa, Jújols, la Llaguna, Els Masos, Molig, Mosset, Noedes, Nyer, Oleta i Èvol, Orbanyà, Orellà, Planès, Ralleu, Rià i Cirac, Sant Pere dels Forcats, Sautó, Serdinyà, Soanyes i Toès i Entrevalls, de la del Conflent, amb capitalitat a Prada. Són conselleres per aquest cantó Jean Castex i Hélène Josende, de la Unió de la Dreta.

## Ensenyament i Cultura
En l'actualitat, ni a Soanyes ni a Marians no hi ha escola pròpia. Segons les edats dels infants dels dos pobles, les escoles de maternal i de primària més properes són a Oleta, Saorra i Serdinyà; pel que fa a secundària, els col·legis de Prada i de Font-romeu són els més propers, i per al batxillerat, els mateixos de Font-romeu i de Prada, en les seves diverses seccions.

## Llocs i monuments
- Església romànica de Santa Eugènia de Soanyes
- Església romànica de Sant Fruitós de Marians